# Signal du Picq
Le signal du Picq est situé à Royère-de-Vassivière dans le département de la Creuse et la région Nouvelle-Aquitaine.

## Géographie
Le signal du Picq s'élève à une altitude de 824 mètres au-dessus du hameau de Hautefaye à Royère-de-Vassivière.
Le ruisseau du Picq prend sa source entre le Puy des Cardes et le signal du Picq. Le Tourtoulloux, le ruisseau du Picq et le Rio Fourtou se rassemblent à 500 mètres du Compeix. Ils forment les Cascades d'Augerolles. Elles parcourent 4 kilomètres 650 en passant à côté d'Augerolles puis de Saint-Pardoux-Morterolles.

## Histoire

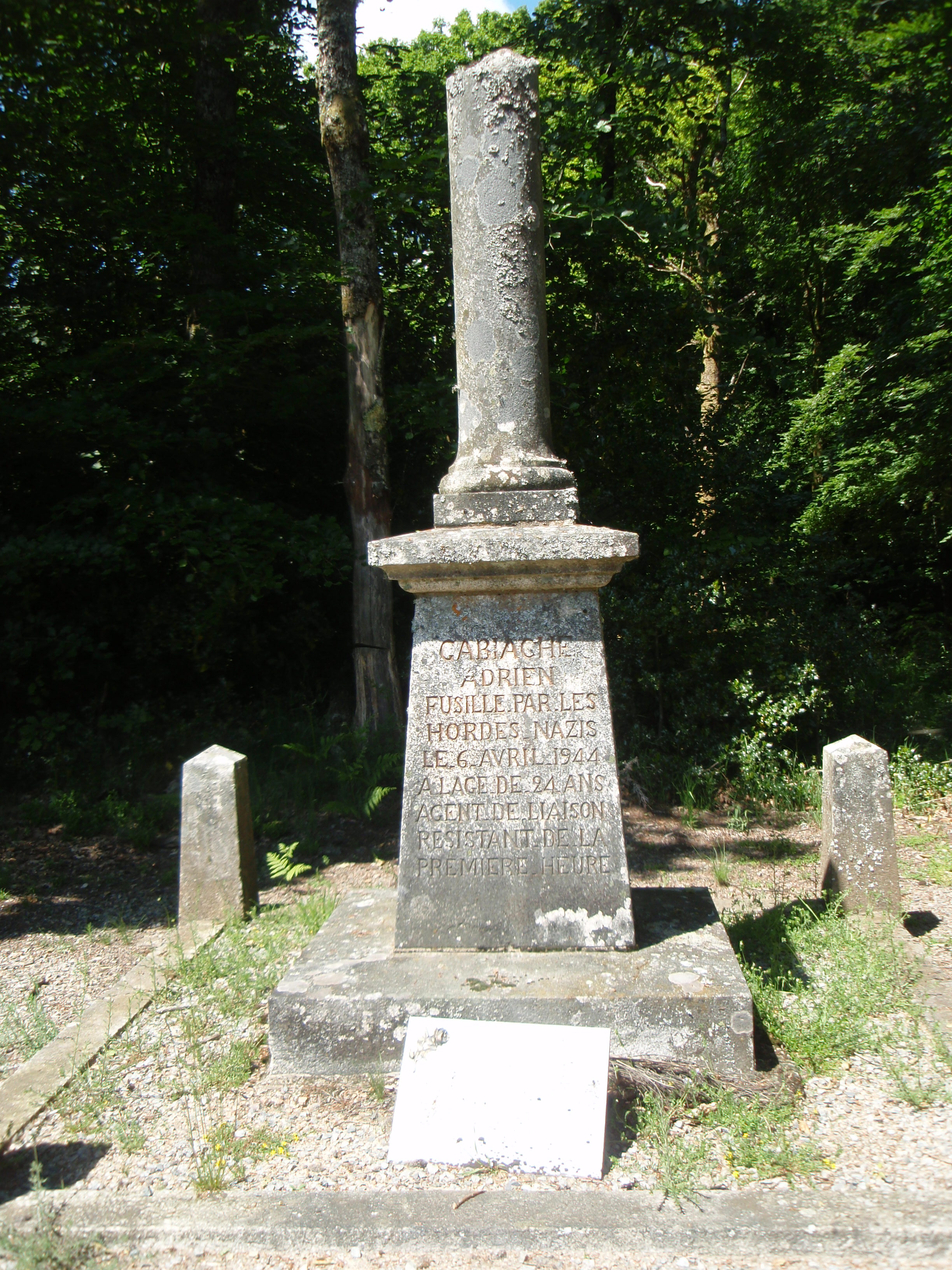
Stèle d'Adrien Gabiache

C'est sur le signal du Picq que Cassini établit en 1740 une station lui permettant de travailler. Ce signal qui avait disparu, fut par la suite remplacé de par un arrêté du préfet de la Creuse daté du 16 mars 1807. Ce signal était constitué d'un cube de pierre marqué de la date de construction. En 1841 une tour en bois fut élevée par l'armée au-dessus du signal en pierres. Puis en 1874, des opérations de géodésique sont réalisées par des officiers d'état-major sous le commandement du capitaine Perrier, membre du bureau des longitudes. À cette occasion, une nouvelle tour en pierres d'1,60 mètre de haut fut construite.
Pendant la Seconde Guerre mondiale, Adrien Gabiache a été fusillé par les nazis le 6 avril 1944.
Un projet est porté par l'Association du Parc éolien de Cassini. L'objectif est d'implanter des éoliennes sur la ligne de crêtes allant du signal du Picq (Royères) au Puy de la Prade (Le Compeix).
À proximité s'élève le puy Beaubier qui accueille l'émetteur de radio Vassivière à une altitude de 822 mètres.

## Hameau du Picq
Le hameau du Picq est très ancien, un acte de partage, retrouvé à la Bibliothèque nationale de France, de 626 fait déjà état d'habitations à cet endroit. Aux archives départementales de la Creuseun un acte notarié de 1620 mentionne le village.
À la Révolution le village du Picq a été rattaché à la paroisse de Morterolles, c'est en 1830 que Le Picq fut rattaché à la commune de Royère.
Le premier recensement du Picq mentionne 22 feux avec une population de 90 personnes dont 19 maçons qui étaient absents.
En 2005, il reste 4 personnes.